# مارک استاین (بازیکن فوتبال)
مارک استاین (انگلیسی: Marc Stein؛ زادهٔ ۷ ژوئیهٔ ۱۹۸۵) بازیکن فوتبال اهل آلمان است.
از باشگاه‌هایی که در آن بازی کرده‌است می‌توان به باشگاه فوتبال هرتابرلین، باشگاه فوتبال اف‌اس‌وی فرانکفورت، باشگاه فوتبال کیکرز اوفنباخ، و باشگاه فوتبال هانزا روستوک اشاره کرد.